# Southern Life Centre
Il Southern Life Centre è un grattacielo di Johannesburg in Sudafrica.

## Storia
I lavori di costruzione dell'edificio, cominciati nel 1970, vennero terminati nel 1973.

## Descrizione
Il grattacielo è alto 138 metri e conta 30 piani.